# イギリス柔道カウンシル
イギリス柔道カウンシル（イギリスじゅうどうひカウンシル、British Judo Council (BJC)）は、イギリスにある柔道の会員制組織であり、柔道の統制組織の1つである。

## 歴史
1955年、日本出身の柔道家・阿部謙四郎は、2年間の契約でイギリスに招かれ、サウスロンドンの柔道道場であるロンドン柔道協会(LJS)で柔道を教えていた。翌年、阿部はLJSから離れ、自身の柔道道場を立ち上げた。阿部は1958年にBJCを設立し、すぐに在英日本人の柔道家・大谷増太郎も加わった。
BJCの会員数は1960年代前半まで急速に増加した。阿部は1964年に帰国するまで会長を務め、その後は大谷増太郎が会長を務めた。1977年の大谷の死後は、大谷の息子のロビン大谷が会長に就任し、現在に至っている。
BJCは1994年にイギリス柔道協会(BJA)の傘下となった。

## 思想
BJCは、イギリスで一般的に行われている柔道よりも伝統的な柔道の考え方をしている。柔道の国際大会で導入された青の柔道衣を使用せず、伝統的な白の柔道衣を使用する。礼儀作法は、スポーツ志向のクラブや組織で一般的なものよりも厳格に守られている。BJCは形の重要性を強調しているが、これはイギリスの他の大規模な組織にはない見解である。